# 帕林卡

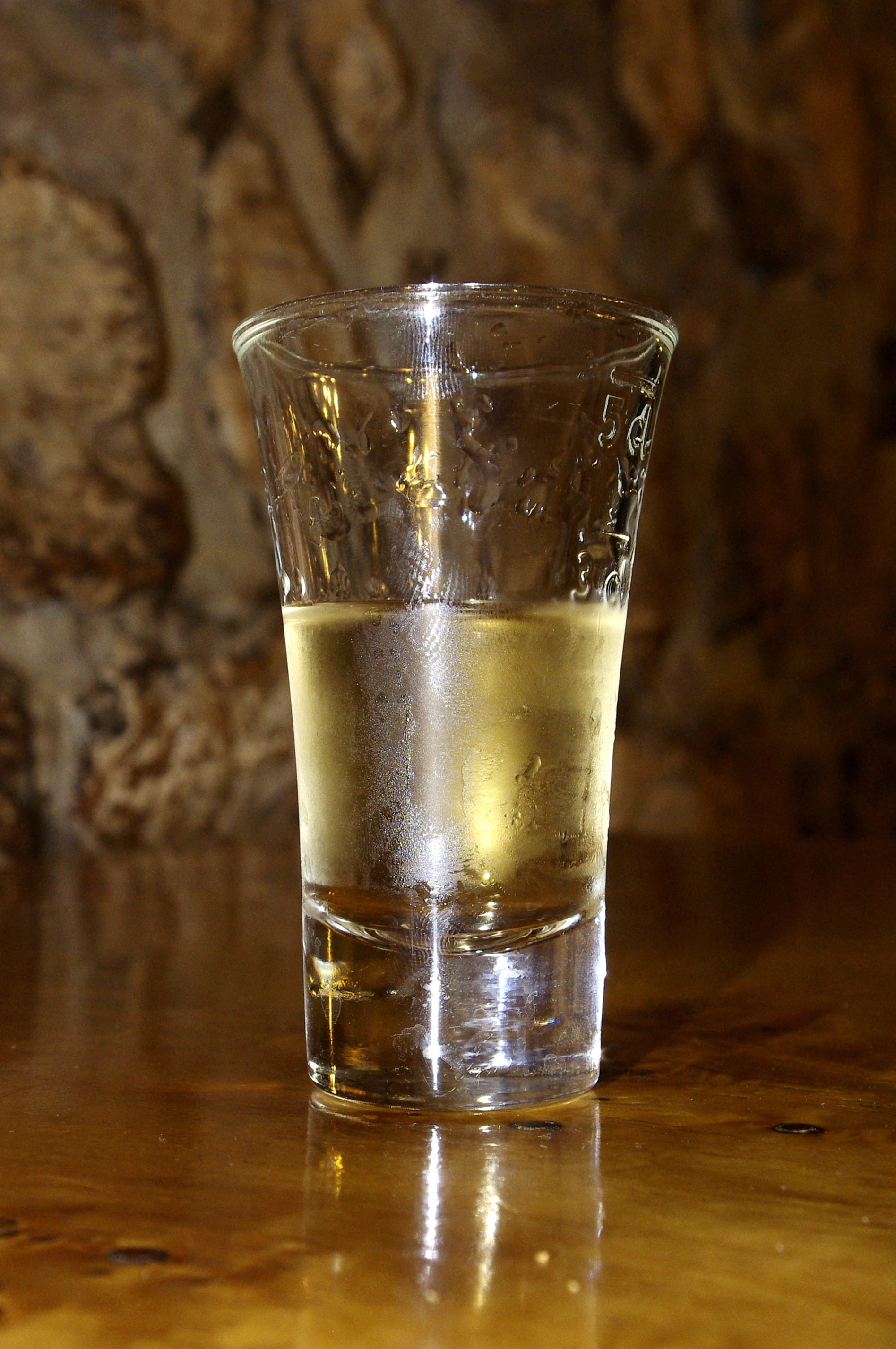

帕林卡（Pálinka）是一種生產在喀爾巴阡盆地的傳統水果白蘭地，發明於中世紀時期。帕林卡主要生產於匈牙利和奧地利。帕林卡主要使用的水果有李、杏、蘋果、梨、櫻桃.。帕林卡在羅馬尼亞、捷克、斯洛伐克也有生產。